# Harfiarz odmienny

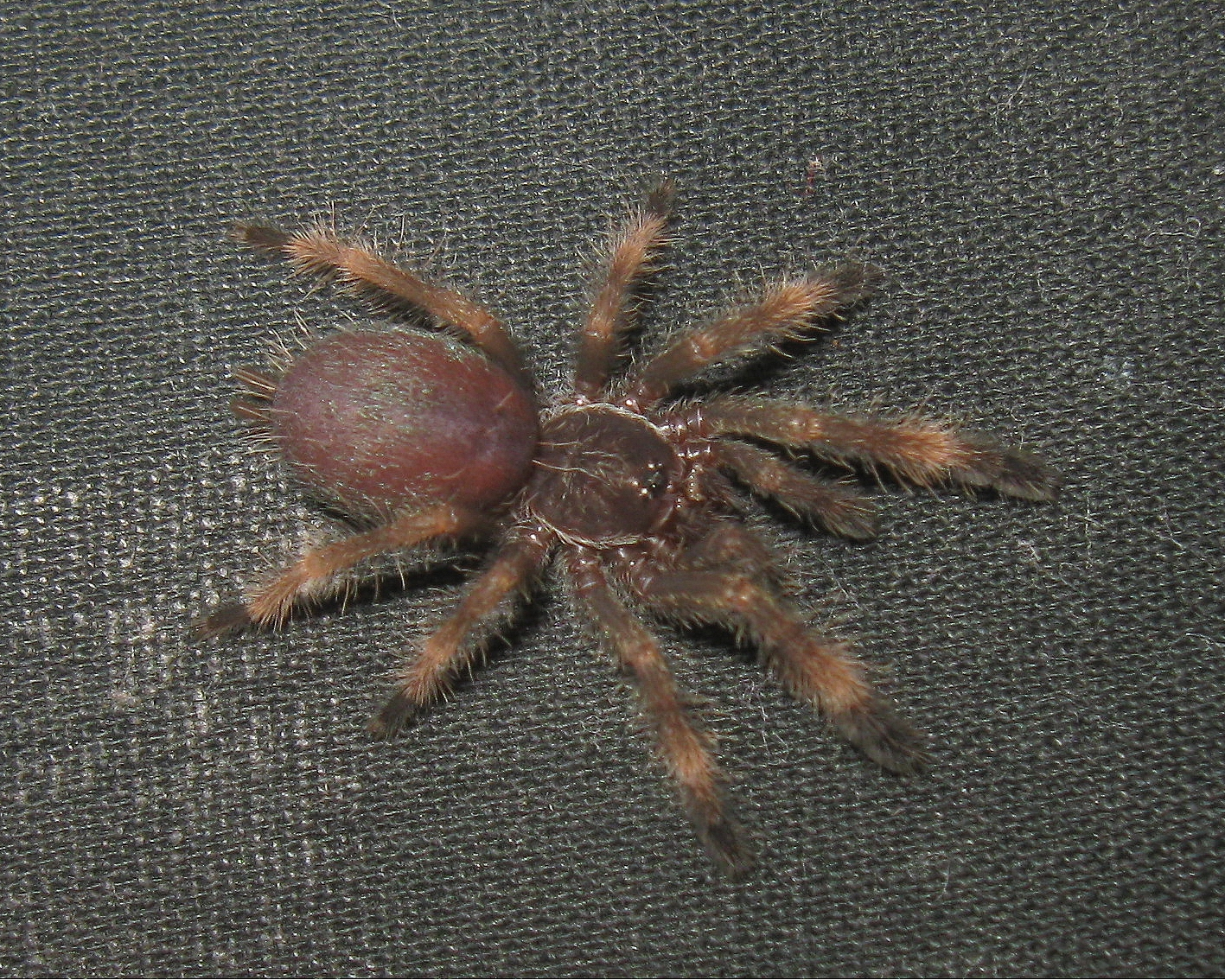
Osobnik młodociany

Harfiarz odmienny (Psalmopoeus reduncus) – gatunek pająka z infrarzędu ptaszników i rodziny ptasznikowatych. Zamieszkuje południową Amerykę Centralną.

## Taksonomia
Gatunek ten opisany został po raz pierwszy w 1880 roku przez Ferdinanda Karscha pod nazwą Tapinauchenius reduncus. Do rodzaju Psalmopoeus przeniesiony został w 1903 roku przez Eugène’a Simona. W 1940 roku Ralph Vary Chamberlin opisał z Panamy gatunek Psalmopoeus intermedius. Zsynonimizowany on został w 2022 roku z P. reduncus przez Yeimy Cifuentes i Rogéira Bertaniego.

## Morfologia
Samice osiągają do 50 mm długości ciała i 120 mm rozpiętości odnóży, samce zaś do 40 mm długości ciała. Ubarwienie samca jest brązowe do szarobrązowego, złociście opalizujące. Samica jest ciemnobrązowa ze złocistym karapaksem i rzadkim, rudym owłosieniem na opistosomie (odwłoku). Osobniki młodociane mają zielonkawo opalizującą opistosomę oraz odnóża czarne z pomarańczowymi nadstopiami i stopami.
Niewiele dłuższy niż szeroki karapaks ma lekko wyniesioną część głowową, wyraźne rowki tułowiowe oraz głębokie i proste jamki. Oczy pary przednio-środkowej leżą na tej samej wysokości co pary przednio-bocznej, a pary tylno-bocznej bardziej z przodu niż pary tylno-środkowej. Nadustek nie występuje. Szczękoczułki mają na przednich krawędziach rowków 8 ząbków u samicy i 11 ząbków u samca, a w częściach przednio-brzusznych szereg od 5 do 7 długich, nitkowatych szczecinek strydulacyjnych. Narząd strydulacyjny szczęk u samca składa się z od 10 do 12 prostych, grubych szczecinek na planie półksiężycowatej linii i obecnych za nimi 7 szczecinek smuklejszych, u samicy zaś z 15 szczecinek grubych i 13 szczecinek smukłych; najdłuższe ze szczecinek grubych są bocznie spłaszczone, na wierzchołkach pomarszczone. Odnóża pary pierwszej i ostatniej są najdłuższe i równych długości, zaś pary trzeciej najkrótsze. Stopy wszystkich par odnóży oraz nadstopia dwóch pierwszych par mają całkowite skopule, nadstopia pary ostatniej mają skopule zajmujące tylko odsiebną ⅓ długości, a te pary trzeciej mają skopule zajmujące odsiebne ⅔ długości u samca i odsiebną ½ długości u samicy.
Samce mają na goleniach pierwszej pary odnóży apofizy (haki) goleniowe złożone z dwóch gałęzi, z których tylno-boczna jest dłuższa, u podstawy szeroka i dalej gwałtownie zwężona ku szczytowi; za tylno-boczną gałęzią znajduje się zaokrąglony guzek. Kulisty bulbus ma małe subtegulum. Około 2,3 raza dłuższy od tegulum embolus ma część dosiebną prostą i pozbawioną przewężenia, odsiebną ⅓ delikatnie zakrzywioną i zwęża się ku zagiętemu wierzchołkowi.
Genitalia samicy mają dwie krótkie, całkowicie odseparowane, mniej więcej proste spermateki z dobrze zesklerotyzowanymi częściami odsiebnymi, każda z pojedynczym wierzchołkiem nie wyodrębnionym w wyraźny płat.

## Rozprzestrzenienie
Gatunek neotropikalny, znany z Nikaragui, Kostaryki i Panamy. Zamieszkuje lasy deszczowe.

## Hodowla
Dorosły osobnik wymaga pionowego terrarium o minimalnych wymiarach 20×20×30 cm z elementem wystroju ułatwiającym konstrukcję gniazda. Zaleca się temperaturę 22–28 °C w dzień i kilka stopni niższą nocą oraz wilgotność 70–75%. Kokon jajowy samica buduje zwykle od dwóch do czterech miesięcy po kopulacji i on od 50 do 130 jaj. Długość życia u samic dochodzi do 16 lat, u samców do niespełna roku od ostatniej wylinki. Ptasznik jest stosunkowo słabo jadowity i nieagresywny, jednak ze względu na szybkość i skoczność nie jest zalecany dla początkujących.